# Заяц-беляк
За́яц-беля́к или беляк (лат. Lepus timidus) — млекопитающее рода зайцев отряда зайцеобразных. Обычное животное севера Евразии.

## Внешний вид
Крупный заяц: длина тела взрослых животных от 44 до 65 см, изредка достигает 74 см; масса тела 1,6—4,5 кг. Средние размеры уменьшаются с северо-запада на юго-восток. Самые крупные беляки обитают в тундре Западной Сибири (до 5,5 кг), самые мелкие в Якутии и на Дальнем Востоке (3 кг). Уши длинные (7,5—10 см), но заметно короче, чем у русака. Хвост обычно сплошь белый, относительно короткий и округлый, длиной 5—10,8 см. Лапы сравнительно широкие; ступни, включая подушечки пальцев, покрыты густой щёткой волос. Нагрузка на 1 см² площади подошв у беляка всего 8,5—12 г, что позволяет ему легко передвигаться даже по рыхлому снегу. (Для сравнения: у лисицы она равна 40—43 г, у волка — 90—103 г, а у гончей собаки — 90—110 г).
В окраске наблюдается чётко выраженный сезонный диморфизм: зимой беляк чисто белый, за исключением чёрных кончиков ушей; окраска летнего меха в различных частях ареала — от рыжевато-серой до аспидно-серой с бурой струйчатостью. Голова обычно окрашена несколько темнее спины, бока светлее. Брюхо белое. Только в областях, где нет устойчивого снегового покрова, зайцы на зиму не белеют. Самки беляков в среднем крупнее самцов, по окраске не отличаются. В кариотипе беляка 48 хромосом.

### Линька
Линяет беляк 2 раза в год: весной и осенью. Линька жёстко связана с внешними условиями: её начало запускает изменение продолжительности светового дня, а температура воздуха определяет скорость протекания. Каждый участок тела вылинивает при определённой среднесуточной температуре. Весенняя линька на большей части ареала начинается с февраля-марта и длится 75—80 дней; на севере Восточной Сибири и Дальнего Востока — в апреле—мае и протекает более бурно, примерно за месяц. Пик линьки приходится обычно на период схода снега; в это время зимняя шерсть спадает клочьями. В целом линька идёт от головы к огузку и от спины к брюху. Полностью перелинявшие зверьки начинают встречаться в природе с середины мая (юг) до начала июня (север ареала).

## Эволюция
В ископаемых остатках на территории России известен из верхнеплейстоценовых отложений верхнего Дона, из района среднего течения Урала, западного Забайкалья (гора Тологой).

## Распространение
Заяц-беляк распространён в существенной части территории Евразии (преимущественно на севере), обитает в тундровой, лесной и частично лесостепной зонах Северной Европы (Скандинавия, северо-восток Польши, изолированные популяции в Ирландии, Шотландии, Уэльсе), России, Казахстане, северо-западной Монголии, северо-восточного Китая, Японии (о. Хоккайдо). Акклиматизирован в Южной Америке (Чили и Аргентина). Населяет некоторые арктические острова (Новосибирские, Вайгач, Колгуев). В сравнительно недалеком прошлом был распространён значительно южнее; реликтовый участок прежнего ареала сохранился в Швейцарских Альпах.
В России распространён на большей части территории, на севере до зоны тундр включительно. Южная граница ареала проходит по южным окраинам лесной зоны.

### Подвиды
В сводке по систематике млекопитающих 2005 года было выделено 16 подвидов беляка. При этом  И. М. Громов и М. А. Ербаева, вслед за С. И. Огнёвым, указывают, что на территории России встречается 10 подвидов, ещё 2 подвида, описанные с территории страны, рассматриваются ими как синонимы:
1. Lepus timidus timidus L., 1758 — номинативный подвид, на территории России проживает на северо-западе европейской части, на Алтае и юге Западной Сибири.
2. Lepus timidus kozhevnikovi Ognev, 1929 — на территории России проживает в средней полосе России до Урала (северная граница ареала проходит по Ленобласти и границе номинативного подвида; южная — по видовой границе).
3. Lepus timidus sibiricorum Johanssen, 1923 — распространён в равнинной части Западной Сибири, проходя на севере до междуречья Тары и Чулыма.
4. Lepus timidus transbaikalicus Ognev, 1929 — распространён в Забайкалье и на территории хребта Большой Хинган.
5. Lepus timidus gichiganus Allen, 1903 — распространён на Камчатке, северном побережье Охотского моря и в центральной Якутии, иногда камчатских беляков выделяют в отдельный подвид Lepus timidus kamtschaticus Dybowski, 1922[4].
6. Lepus timidus mordeni Goodwin, 1933 — распространён в среднем и нижнем течении Амура (Приморский край).
7. Lepus timidus orii Kuroda, 1928 — распространён на Сахалине.
8. Lepus timidus kolymensis Ognev, 1922 — обитает в долине Колымы и Индигирки.
9. Lepus timidus begitschevi Koljuschev, 1936 — номинативный подвид, на территории России проживает на северо-западе европейской части, на Алтае и юге Западной Сибири, иногда алтайских беляков выделяют в отдельный подвид Lepus timidus lugubris Kastschenko, 1899[4][a]
10. Lepus timidus tschuktschorum Nordqvist, 1883 — распространён на северо-восточной окраине Чукотского полуострова.

Вне России было описано ещё 4 подвида:
1. Lepus timidus ainu Barrett-Hamilton, 1900  — распространён на острове Хоккайдо (возможно, именно этот подвид встречается и на территории России, на островах Кунашир и Итуруп. Но, насколько известно, подвидовая диагностика обитающих там зайцев не проводилась).
2. Lepus timidus hibernicus Bell, 1837[5]  — распространён в Ирландии, практически никогда не белеет зимой.
3. Lepus timidus scoticus Hilzheimer, 1906  — распространён в Шотландии.
4. Lepus timidus varronis Miller, 1901  — распространён в Альпийских горах.

## Образ жизни

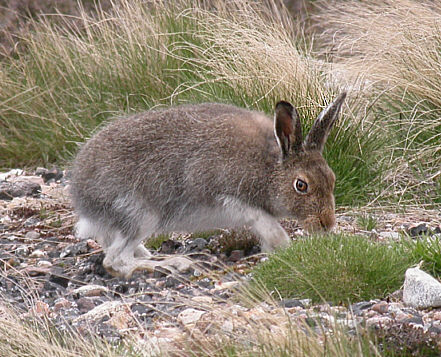
Шотландский беляк Lepus timidus scoticus в летнем окрасе

В пределах своего обширного ареала заяц-беляк распространён неравномерно, тяготея к угодьям, обеспечивающим ему питание и надёжную защиту. Наиболее равномерно он расселён летом, когда кормов много и передвигаться легко; осенью и зимой совершает сезонные кочёвки. В годы высокой численности его местообитания наиболее разнообразны. Практически повсеместно обычен в долинах крупных рек, где не только находит хорошие кормовые условия, но и спасается от паразитов, «купаясь» в приречном песке. В тундровой зоне тяготеет к кустарниковым тундрам; обычен у морского побережья. В лесной зоне почти не встречается в сплошных лесных массивах (особенно таёжных) с высокой сомкнутостью древостоя; наиболее привлекательны для него леса, разреженные лугами, речными долинами, а также с участками старых, зарастающих гарей и вырубок. Очень благоприятны для беляка центральные районы России, где хвойные участки леса обычно соседствуют с лиственными и сельхозугодьями. Избегает обширных открытых болот. В Восточной Сибири обычен как в долинах рек с зарослями ивняка, так и в лиственничниках с развитым подлеском. В лесостепи Западной Сибири и Казахстана обычен по берёзовым колкам, зарослям тростника и высокой густой травы. В горах (Альпы, Алтай, Саяны) встречается от предгорий до горной тундры и гольцов. Повсеместно встречается поблизости от населённых пунктов.
В норме беляки ведут одиночный территориальный образ жизни, занимая индивидуальные участки в 3—30 га. На большей части ареала это оседлый зверь, и его перемещения ограничиваются сезонной сменой кормовых угодий. По осени и зимой характерны сезонные переселения в леса; весной — к открытым местам, где появляется первая трава. Причинами перемещений могут послужить осадки — в дождливые годы зайцы покидают низины и перебираются на возвышенности. В горах совершают сезонные вертикальные перемещения. На севере ареала летом зайцы, спасаясь от гнуса, мигрируют в поймы рек или на другие открытые участки; зимой откочевывают в места с невысоким снежным покровом. В Якутии осенью зайцы спускаются в поймы рек, а весной поднимаются в горы, за день проходя до 10 км. Массовые миграции характерны только для тундры, особенно при высокой численности зайцев. Их причиной, в основном, является высокий снеговой покров, который не позволяет поедать низкорослую тундровую растительность. Например, на Таймыре зайцы с сентября идут на юг, собираясь стаями по 15—20, а то и 70—80 особей. Протяжённость миграционного пути порой доходит до сотен километров. Весенние миграции менее заметны, чем осенние.

### Суточный ритм
Преимущественно сумеречное и ночное животное. Наиболее активен в предутренние и предвечерние часы. Обычно кормёжка (жировка) начинается с заходом солнца и заканчивается к рассвету, но летом ночного времени не хватает и зайцы кормятся по утрам. Летом в тундре зайцы, спасаясь от гнуса, переходят на дневное питание. Дневные жировки отмечаются во время гона. Обычно за день заяц проходит всего 1—2 км, хотя в некоторых районах ежедневные кочёвки к местам кормления достигают десятка километров. В оттепель, снегопад и дождливую погоду беляк часто вообще не выходит на кормёжку. В такие дни потери энергии частично восполняет копрофагией (поеданием экскрементов).
День заяц проводит на площадке, которую чаще всего устраивает просто приминая траву в укромных местах. Выбор места для лежки зависит от сезона и погодных условий. Так, в оттепель или дождливую погоду беляк нередко ложится на открытых местах в траве, подчас прямо в пашенной борозде. Порой, если зайца не беспокоят, лёжка используется им неоднократно, но чаще места лёжек каждый день бывают новыми. Зимой в сильные морозы заяц роет в снегу норы 0,5—1,5 м длиной, в которых может проводить целый день и покидать лишь при опасности. Роя нору, беляк уплотняет снег, а не выбрасывает его наружу. В тундре зайцы зимой роют очень глубокие норы длиной до 8 м, которые используют в качестве постоянных убежищ. В отличие от лесных собратьев тундровые беляки нор при опасности не покидают, а затаиваются внутри. Летом они также порой пользуются земляными норами, занимая пустующие норы песцов или сурков.
С места лёжки к месту кормёжки зайцы бегают по одному и тому же маршруту, особенно зимой. При этом они натаптывают тропы, которыми обычно пользуются несколько зверьков. Зимой по хорошо натоптанной тропе может идти даже человек без лыж. Идя на лёжку, заяц обычно передвигается длинными прыжками и путает следы, делая т. н. «вздвойки» (возвращения по своему следу) и «сметки» (большие прыжки в сторону от следа). У беляка лучше всего развит слух; зрение и обоняние слабые, и к неподвижно стоящему человеку, даже на открытом месте, заяц иногда подбегает очень близко. Единственное его средство защиты от преследователей — это умение быстро бегать.

### Питание

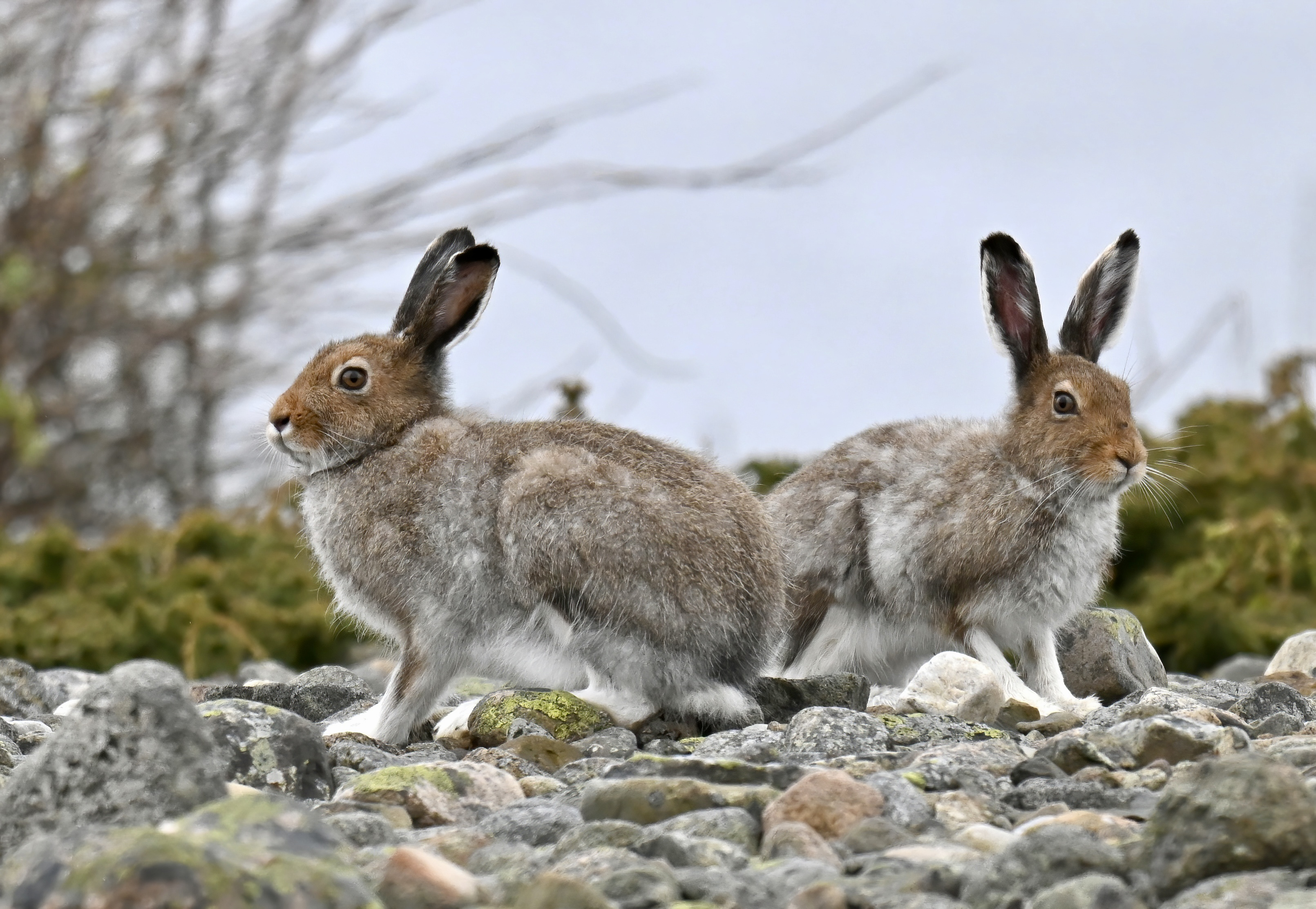
Беляки, меняющие свой окрас, Норвегия

Беляк — растительноядное животное с чётко выраженной сезонностью питания. Весной и летом он кормится зелёными частями растений; в различных частях ареала отдавая предпочтение клеверу, одуванчику, мышиному горошку, тысячелистнику, золотарнику, подмареннику, осокам, злакам. Охотно кормится овсом и клевером на полях. На северо-западе ареала в большом количестве поедает побеги и плоды черники. Местами поедает хвощи и грибы, в частности олений трюфель, который выкапывает из земли.
Осенью, по мере высыхания травы, зайцы начинают есть мелкие веточки кустарников. По мере установления снежного покрова питание грубыми кормами приобретает всё большее значение. Зимой беляк кормится побегами и корой различных деревьев и кустарников. Практически повсеместно в его рацион входят различные ивы и осина. Берёзы и лиственницы объедаются им не так охотно, но из-за доступности служат важным источником пищи, особенно в северных и восточных районах. На юге беляк нередко питается побегами широколиственных пород — дуба, клёна, лещины. Местами в питании велика роль рябины, черёмухи, ольхи, можжевельника, шиповника. При возможности и зимой раскапывает и поедает травянистые растения и ягоды; кормится сеном в стогах. В горах Дальнего Востока выкапывает из-под снега шишки кедрового стланика.
Весной зайцы скапливаются на лужайках с молодой травой группами по 10—30 особей и с жадностью поедают её. В это время они подчас так увлекаются кормлением, что теряют свою обычную осторожность. Как и все растительноядные животные, беляк испытывает дефицит минеральных солей. Поэтому он периодически поедает почву и заглатывает мелкие камешки. Охотно посещает солонцы, грызёт кости павших животных и сброшенные лосями рога.

## Размножение

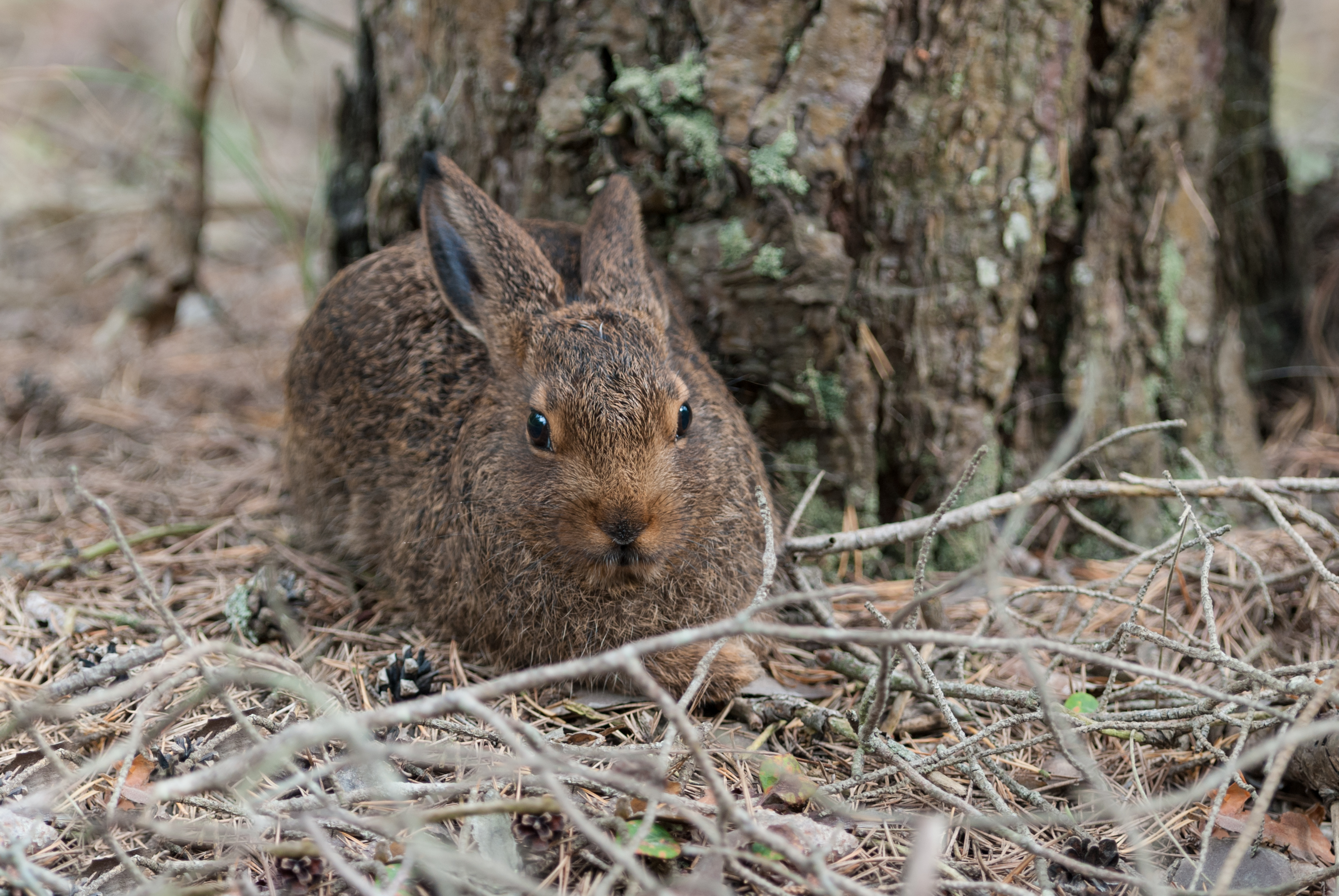
Молодой беляк в летнем меху

Беляк — весьма плодовитое животное. В Арктике, на севере Якутии и на Чукотке самки успевают произвести всего 1 выводок в год (летом), но на большей части ареала размножаются 2—3 раза в году. Между самцами нередки драки. Первый гон проходит в конце февраля — начале марта на юге ареала; в конце марта — на севере Европейской части России, севере Западной Сибири, на юге Якутии и на Сахалине; в апреле — начале мая на севере Якутии, на Чукотке и в арктических районах Сибири. В нём обычно участвует 80—90 % самок. Зайчата рождаются через 47—55 дней, в середине апреля — середине мая. В лесах в это время местами ещё лежит снег, поэтому зайчат первого помёта называют настовиками. Вскоре после родов зайчиха спаривается вторично. Второй гон проходит в мае — начале июня, и в нём участвуют практически все самки. Зайчата второго помёта рождаются в конце июня — июле. В июле — начале августа в центральных и южных районах России проходит третий гон. В нём участвуют всего 40 % самок. Зайчата третьего помёта рождаются в конце августа — начале сентября, а иногда и позднее, в пору листопада, отчего их называют листопадниками. Изредка первые зайчата встречаются уже в марте, а последние — в ноябре, но ранние и запоздалые выводки, как правило, погибают.
Количество зайчат в помёте сильно зависит от местообитания, возраста и физиологического состояния самки. В целом, их бывает от 1 до 11; у таёжных и тундровых зайцев в среднем 7 зайчат в помёте, в средних и южных частях ареала — 2—5. В итоге, годовая плодовитость у южных беляков лишь немногим больше, чем у северных. Наибольшее количество зайчат всегда бывает во втором, летнем помёте. Окот обычно проходит на поверхности земли, в укромном месте. Лишь на Крайнем Севере зайчихи иногда роют неглубокие норы. Зайчата рождаются 90—130 г, покрытыми густым мехом, зрячими. Уже в первый день жизни способны самостоятельно передвигаться. Заячье молоко очень питательное и жирное (12 % белков и 15 % жира), поэтому зайчиха может кормить зайчат не чаще раза в сутки.  Зайчата быстро растут и на 8—10 день уже начинают подкармливаться травой. Самостоятельными становятся в возрасте 2 недель. Половой зрелости достигают в 10 месяцев.
Беляки живут в природе до 7—17 лет, хотя подавляющее большинство не доживает и до 5 лет. Самки наиболее плодовиты в возрасте 2—7 лет, но уже с 4 года жизни плодовитость начинает снижаться.

## Численность и значение для человека
В целом заяц-беляк — обычный вид, легко приспосабливающийся к присутствию человека. Численность повсеместно меняется по годам, порой в несколько сотен раз. Основной причиной депрессий численности служат эпизоотии, следующие за «урожаями» зайцев. Природу эпизоотии не всегда удаётся установить. Известны случаи массовой гибели беляков от паразитических червей, из которых особенно опасны круглые черви — нематоды, поселяющиеся в лёгких. При этом эпизоотия охватывает до 100 % локальной популяции зайцев. Обычны также кишечно-глистные заболевания, вызываемые нематодами и цестодами. Местами зайцев поражают печёночные трематоды, кокцидиоз, особенно опасный для молодняка. Известны эпизоотии и бактериальной природы — туляремия, псевдотуберкулёз. Известны случаи заражения людей туляремией от беляков в период охотничьего сезона. В годы высокой численности зайцев возрастает количество истребляющих их хищников: рысей, лисиц, беркутов, филинов. При начавшейся эпизоотии хищники ускоряют вымирание зайцев, а после её окончания задерживают восстановление поголовья. Годы высокой и низкой численности чередуются с определённой цикличностью. На севере большие «урожаи» беляка бывают через 10—12 лет; на юге несколько чаще, но с меньшей правильностью. При этом ни высокие «урожаи», ни моры никогда не охватывают одновременно весь ареал.
Беляк — важный объект спортивной охоты и пушного промысла, добывается в значительном количестве ради мяса и меха. Вредит садам и лесопосадкам.

## Комментарии
1. ↑  При объединение подвидов  название Lepus timidus lugubris Kastschenko, 1899 должно иметь приоритет над L. t. begitschevi Koljuschev, 1936.